# Red Hook Jazz Festival

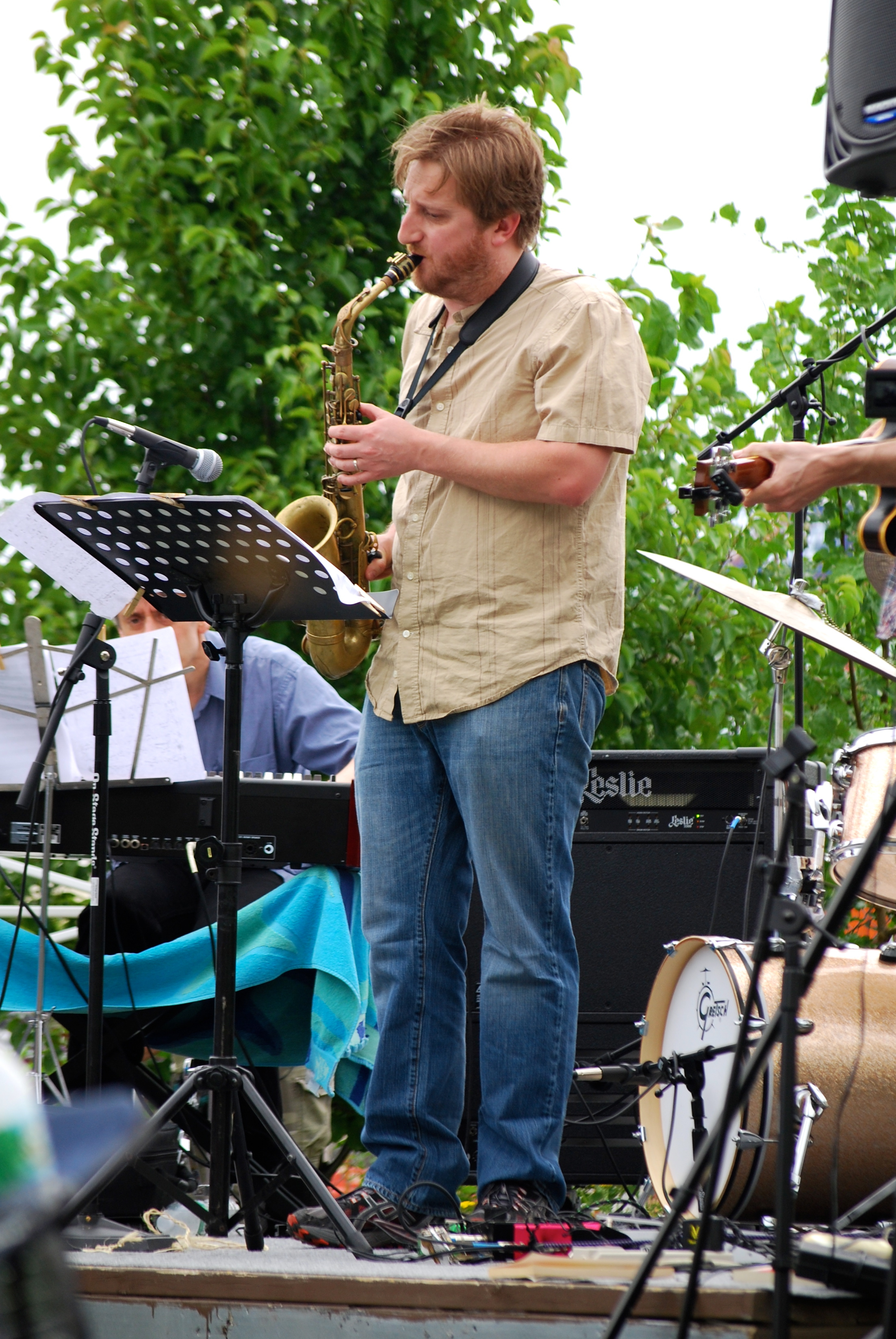
Altsaxophonist Loren Stillman am 16. Juni 2013 auf dem Red Hook Jazz Festival

Das Red Hook Jazz Festival (RHJF) ist ein kleines Musikfestival, das jährlich im Sommer in der US-amerikanischen Millionenstadt New York City stattfindet. Veranstaltungsort ist der Urban Meadow – ein Gemeinschaftsgarten für urbanen Gartenbau – im namensgebenden Viertel Red Hook des Stadtbezirkes (Borough) Brooklyn, unweit des Buttermilk Channel.
Ins Leben gerufen wurde das Festival im Jahr 2008 als Graswurzelveranstaltung von den Musikern Michael Golub, Paul DeLucia und Tamar Smith-Golub, um lokalen Künstlern eine größere Aufmerksamkeit zu verschaffen und Urban Meadow in das öffentliche Bewusstsein zu rücken. Binnen kurzer Zeit entwickelte es sich zu einem Treffpunkt der internationalen Jazzszene. Bereits vier Jahre später erhob Marty Markowitz, der damalige Borough President von Brooklyn, den 10. Juni 2012 per Dekret zum „5th annual Red Hook Jazz Festival celebration day“. Mittlerweile spielen jedes Jahr zahlreiche hochkarätige Musiker in der Grünanlage.
Für gewöhnlich wird das Red Hook Jazz Festival an zwei aufeinanderfolgenden Sonntagen im Juni veranstaltet. Für die Organisation zeichnen dabei ausschließlich Freiwillige verantwortlich. Es findet kein Kartenvorverkauf statt und Kinder haben freien Eintritt.